# Azlor
Azlor (aragónul Aflor) település Spanyolországban, Huesca tartományban. Azlor Abiego községgel határos. Lakosainak száma 157 fő (2024).

## Népesség
A település lakosságának változását az alábbi diagram mutatja:
| Lakosok száma | 159  | 154  | 144  | 136  | 133  | 137  | 137  | 143  | 148  | 157  |
|               | 2001 | 2004 | 2006 | 2009 | 2011 | 2014 | 2016 | 2019 | 2021 | 2024 |